# Charles Rey-Golliet (boxe anglaise)
Pour les articles homonymes, voir Charles Rey-Golliet et Rey-Golliet.
Michel, Charles Rey-Golliet est un boxeur français né le 21 mars 1893 à Paris 5e et mort le 18 septembre 1967 à Paris 9e. 
Il est le père de Charles Rey-Golliet (fils), résistant et entraîneur.

## Carrière
Il participe aux championnats des novices en 1919, catégorie poids lourds.
Aux jeux olympiques d'été de 1920 à Anvers, Rey-Golliet est éliminé en quart de finale de la catégorie des poids moyens après avoir perdu son combat contre le médaillé d'argent canadien Georges Prud'homme.
Par ailleurs, il enseigne l'éducation physique à Pantin où en 1929, il crée un centre d'éducation physique au stade de la Seigneurie, où les écoles envoient leurs élèves, 
Il devient entraîneur en 1930, à l'Alhambra Gymnase, rue de Malte, et manage le rugbyman du Stade français, devenu boxeur professionnel, Charles Herzowitch,, et aussi l'international Richard Majérus, en amateur, qu'il engage  au championnat de Paris en 1931.